# Dobrenica
Dobrenica je nekdanje naselje v mestu Bihać, Bosna in Hercegovina, od leta 1991. del naselja Bihać.  

## Prebivalstvo
| Pregled števila prebivalcev po letih | Pregled števila prebivalcev po letih | Pregled števila prebivalcev po letih | Pregled števila prebivalcev po letih | Pregled števila prebivalcev po letih |
| ------------------------------------ | ------------------------------------ | ------------------------------------ | ------------------------------------ | ------------------------------------ |
| 1948                                 | 1953                                 | 1961                                 | 1971                                 | 1981                                 |
| -                                    | -                                    | -                                    | 160                                  | 135                                  |

| Narodna sestava prebivalstva po letih                                                                                        | Narodna sestava prebivalstva po letih                                                                                        | Narodna sestava prebivalstva po letih |
| --- | --- | ------------------------------------- |
| 1971 | 1981 |                                       |
| . skupaj: 160 Hrvati 142 (88,75 %) Srbi 18 (11,25 %) Muslimani 0 (0,00 %) Jugoslovani 0 (0,00 %) drugi in neznano 0 (0,00 %) | . skupaj: 135 Hrvati 120 (88,88 %) Srbi 14 (10,37 %) Muslimani 0 (0,00 %) Jugoslovani 1 (0,74 %) drugi in neznano 0 (0,00 %) |                                       |